# لهجة شامية جنوبية
اللهجة الشامية الجنوبية وهي جزء من اللهجات الشامية وبشكل أساسي في فلسطين، وكذلك في المنطقة الغربية من الأردن (في "عجلون، البلقاء"، الكرك، المفرق، عمان ومحافظات إربد وجرش ومادبا).